# 单分子共轭碱亲核取代反应
单分子共轭碱亲核取代反应簡稱SN1CB，屬於單分子親核取代反應，其中的CB是共軛鹼，描述許多金屬氨絡物的取代反應（即配體取代）的途徑。一般而言，是由多胺配體的金屬配合物卥化物和鹼性水溶液反應，產生對應的和金屬配合物氫氧化物：
[Co(NH3)5Cl]2+  +  OH−  →  [Co(NH3)5OH]2+  +  Cl−
其速率方程為：
{\displaystyle r=k[\mathrm {Co(NH_{3})_{5}Cl^{2+}} ][\mathrm {OH} ^{-}]}
上述的速率方程可能會讓人誤解，其中的氫氧根不是親核試劑，而是使配體中的氨去質子化的鹼，在去質子化的同時，卥離子會解离，水分子會依18電子規則，和金屬配合，之後質子會移到其他配體，留下氫氧基的配體。很少看到有去質子化後的胺最後變成共軛鹼的例子。